# Edward Hughes

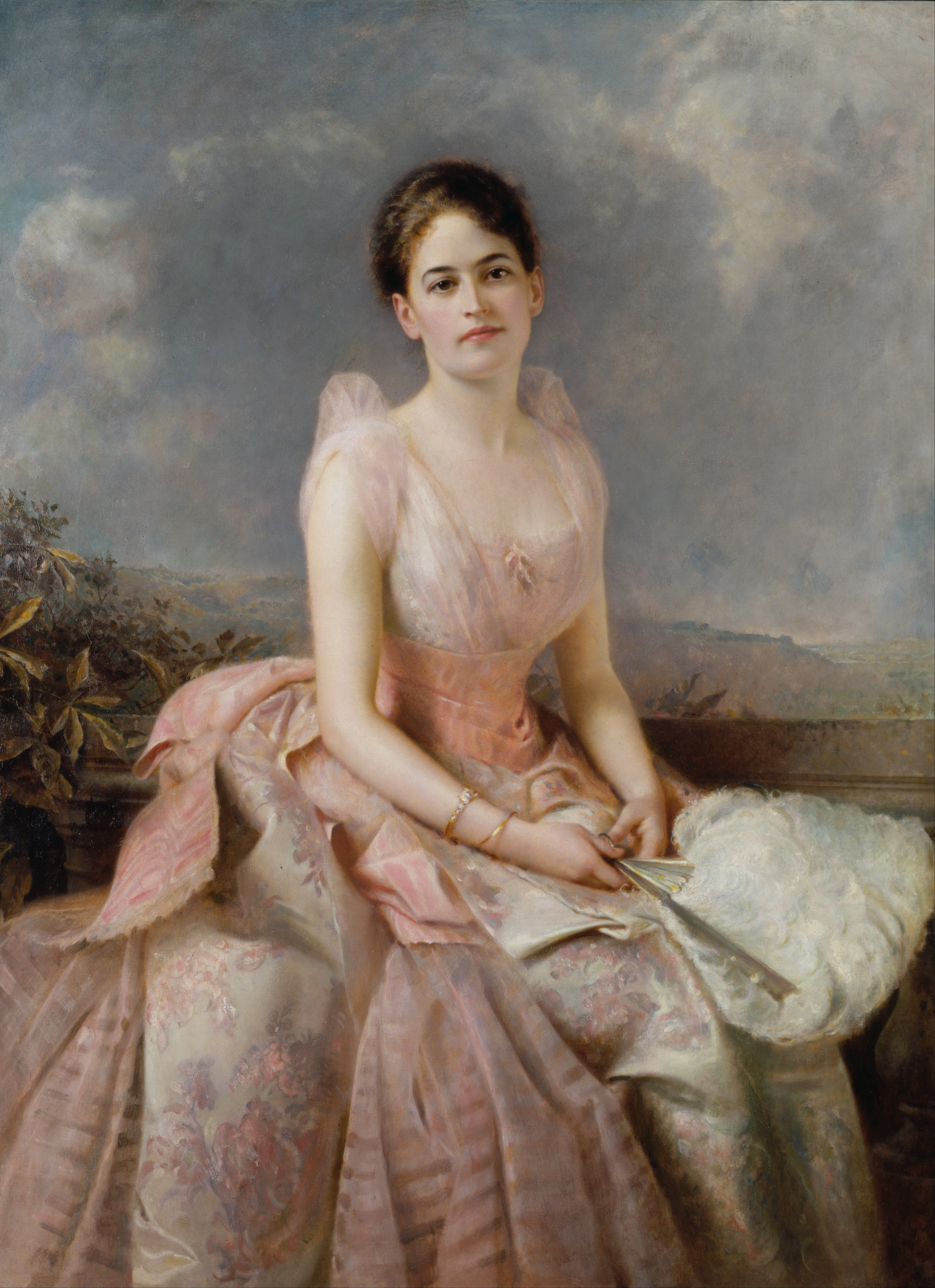
Edward Hughes - Juliette Gordon Low - Google Art Project

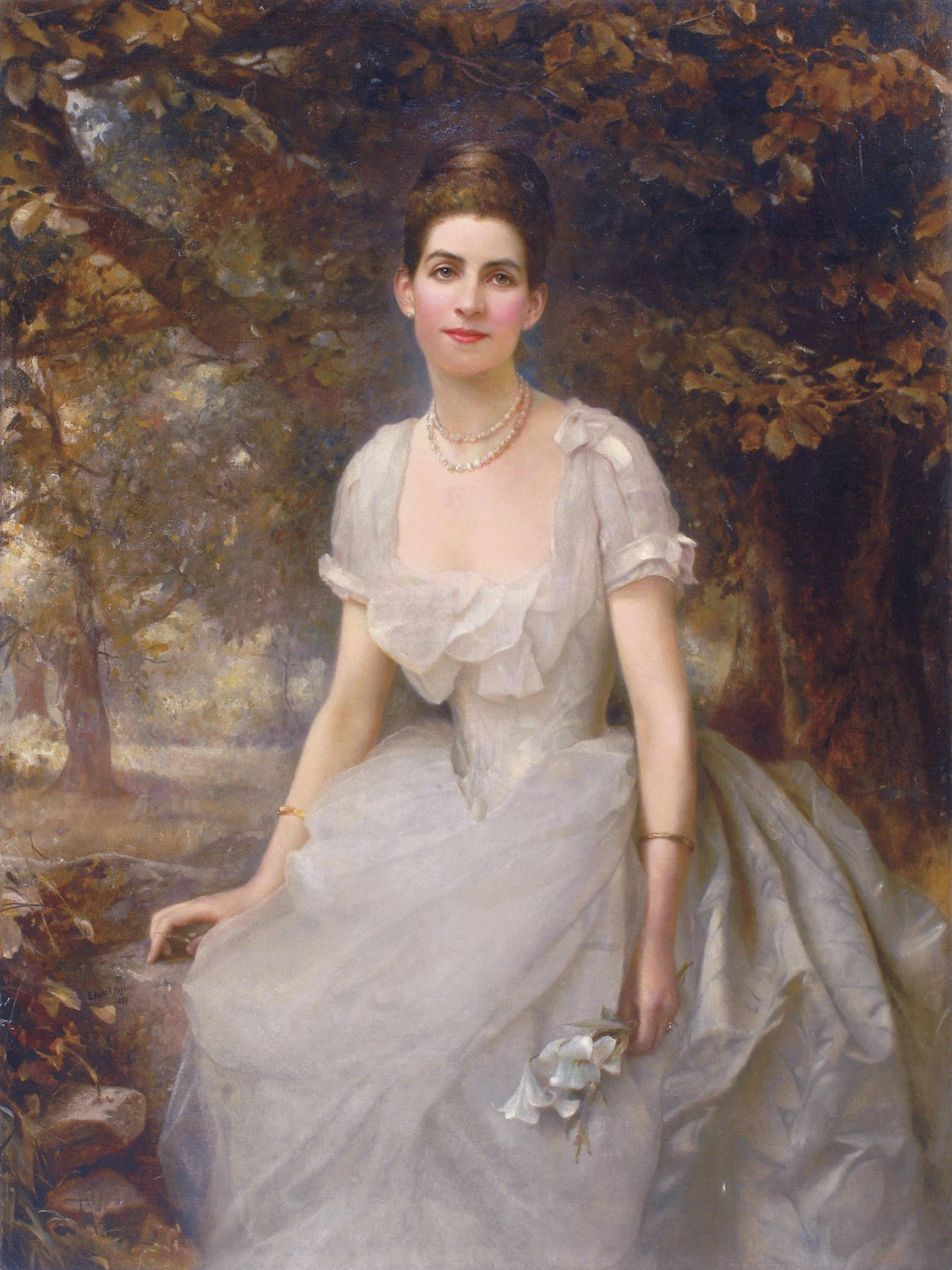
Vere Monckton-Arundell, Viscondessa de Galway por Edward Hughes (1832–1908)

Edward Hughes (14 de setembro de 1832 – 14 de maio de 1908) foi um pintor britânico especialista em retratos pictóricos.

## Vida
Edward Hughes nasceu em Pentonville, Londres, sendo filho do artista George Hughes. Desde cedo suas habilidades artísticas eram notórias. Em 1846 ele entrou na escola da Academia Real e um ano depois recebeu uma medalha de prata da Sociedade Real de Artes por um desenho feito a giz. Entre 1847 e 1884 Hughes exibiu 36 pinturas na Academia Real. Ele também trabalhou como ilistrador, colaborando com George du Maurier na produção de imagens para o livro Poor Miss Finch de Wilkie Collins. Por volta de 1878 ele passou a fazer quase que exclusivamente retratos pictóricos recebendo elogios de John Everett Millais por sua representação de mulheres. Hughes casou-se duas vezes e morreu em 1908. Ele está enterrado no Cemitério Highgate. Sua filha mais velha, a biógrafa Alice Hughes tornou-se uma importante fotógrafa de retratos.

## Pinturas da realeza
Hughes pintou a Rainha Maria. Esta pintura está em exibição no vestíbulo do Palácio de Buckingham. Ele pintou ao menos três retratos da Rainha Alexandra e produziu imagens da Princesa Luísa, Princesa Vitória, da Rainha da Noruega, da Duquesa de Teck, do Príncipe de Gales (futuramente Jorge V), seu irmão Príncipe Alberto, e sua irmã Princesa Maria. Algumas de suas pinturas permanecem na Coleção Real.[carece de fontes?]